# 恋のおもかげ
「恋のおもかげ」（こいのおもかげ）は、日本の歌手アン・ルイスの9枚目のシングル。1975年4月25日にビクターレコードから発売された。規格品番はSV-2485。

## 概要
3作続いたなかにし礼、平尾昌晃による楽曲に代わり、本作は作詩・さいとう大三、作編曲は馬飼野俊一が手掛けている。同年6月25日には同タイトルのアルバムも発売された。(規格品番:VICL-64960)

## 収録曲
2曲とも作詩: さいとう大三、作編曲: 馬飼野俊一、演奏：ビクター・オーケストラ
1. 恋のおもかげ（3分35秒）
2. 気まぐれな私（3分2秒）